# Vlaamse Volkspartij (1993)
De Vlaamse Volkspartij (VVP) was een Belgische Vlaams-nationalistische politieke partij.

## Historiek
De partij werd opgericht in 1993 op initiatief van Piet Ronsijn als heroprichting van de in 1977 door Lode Claes gestichte Vlaamse Volkspartij uit onvrede met de medewerking van de Volksunie aan het Sint-Michielsakkoord. 
De partij positioneerde zich als alternatief voor enerzijds de Volksunie en anderzijds het Vlaams Blok. De eerste werd verweten een beleidspartij te zijn verworden met een links-liberaal profiel, de andere haar anti-migratiegedachtegoed. De VVP typeerde zichzelf als centrum-partij met als prioriteit de Vlaamse onafhankelijkheid.
Electoraal kon de partij echter niet overtuigen bij zowel de lokale verkiezingen van 9 oktober 1994 als de federale en Vlaamse verkiezingen verkiezingen van 21 mei 1995. De partij kwam op bij de lokale verkiezingen van 1994 te Antwerpen (568 stemmen, 0,21%), Beerse (76, 0,77%), Dilbeek (277, 1,07%), Wemmel (61, 0,68%) en Wervik (109, 0,9%). Bij de provincieraadsverkiezingen van dat jaar kwam de partij op in Antwerpen (3492, 0,34%), Oost-Vlaanderen (3591, 0,4%), Vlaams-Brabant (2766, 0,44%) en West-Vlaanderen (1415, 0,19%). Bij de Vlaamse verkiezingen van 1995 behaalde ze 7362 stemmen (0,2%). De kamerlijst wist 8480 stemmers (0,14%) te bekoren en de Senaatslijst 7187 (0,12%).